# Kobierniki (województwo świętokrzyskie)
Kobierniki – wieś w Polsce położona w województwie świętokrzyskim, w powiecie sandomierskim, w gminie Samborzec.
| SIMC    | Nazwa                 | Rodzaj    |
| ------- | --------------------- | --------- |
| 0806849 | Kobierniki Chwałeckie | część wsi |
| 0806855 | Kobierniki Dworskie   | część wsi |
| 0806861 | Kobierniki Wiejskie   | część wsi |

Wieś (przedmieście) położone w starostwie sandomierskim była własnością Sandomierza w 1629 roku.  
W latach 1975–1998 miejscowość administracyjnie należała do województwa tarnobrzeskiego.
Miejscowość znajduje się na odnowionej trasie Małopolskiej Drogi św. Jakuba z Sandomierza do Tyńca, która to jest odzwierciedleniem dawnej średniowiecznej drogi do Santiago de Compostela.

## Historia
Kobierniki graniczą z przedmieściami Sandomierza, tj. z Krakowskim Przedmieściem zwanym pospolicie Krakówką i Rokitkiem. Wieś ta jest dość rozciągnięta, częściowo usytuowana na pagórkach przy szosie Sandomierz – Opatów i w dużej mierze ukryta w dolinie, do której prowadzą głębokie wąwozy lessowe.
Ogólny obszar tej wioski wynosi około 206 ha, a liczba mieszkańców to 539.
W roku 1921 gdy odbywał się powszechny spis ludności Kobierniki figurowały jako dwa osiedla, tj. Kobierniki Kolonia gmina Samborzec, oraz Kobierniki wieś tuż przy Sandomierzu. Obecnie te dwie miejscowości wymienione powyżej tworzą jedno sołectwo pod nazwą Kobierniki gmina Samborzec.
Warto tu wspomnieć patriotycznym dorobku z XIX wieku, który był własnością zapewne wielu szlachciców. Na początku XX wieku majątek kupił Władysław Rogowski, pochodzący z Lublina, który przebywał w Kobiernikach tylko w sezonie letnim, pod jego nieobecność dworkiem opiekowała się rodzina Grabowskich. Po śmierci Rogowskiego w wyniku spadku dwór ten przypadł braciom Gałeckim. Obecni właściciele tej posiadłości to rodzina Dzierwów.
Z XX-wiecznym dworkiem związane są takie osoby jak:
- Pisarz Ignacy Maciejewski „Sewer” komisarz województwa sandomierskiego podczas powstania z 1863 r., autor powieści historycznych oraz wielu interesujących książek,
- Dowódca Inspektoratu Armii Krajowej Antoni Żółkiewski „Lin” Dworek ten służył w czasie okupacji jako podziemny punkt łączności.

## Dawne części wsi – obiekty fizjograficzne
W latach 70. XX wieku przyporządkowano i opracowano spis lokalnych części integralnych dla Kobiernik zawarty w tabeli 1.

| Nazwa wsi – miasta       | Nazwy części wsi – miasta | Nazwy obiektów fizjograficznych – charakter obiektu |
| ------------------------ | --- | --- |
| I. Gromada ANDRUSZKOWICE | | |
| 1. Kobierniki            | 1. Kobierniki Chwałeckie 2. Kobierniki Dworskie 3. Kobierniki Miejskie 4. Kobierniki Wiejskie 5. Przy Szosie 6. Stawki 7. Wałki | 1. Gaj – pole 2. Górki – wzniesienie, pole 3. Góry, Gór – pole 4. Laskowiec – pole 5. Łąki, Łąk – łąka 6. Morgi – pole 7. Pod Strzelnicą – pole 8. Wodonica – wąwóz 9. Za Wodonicą – pole |